# Nooit meer slapen (roman)
Nooit meer slapen is een in februari 1966 gepubliceerde roman van Willem Frederik Hermans, zijn zesde, over de wetenschappelijke expeditie van de jonge geoloog Alfred Issendorf naar Noors Lapland. In Finnmark, een onherbergzaam gebied zo noordelijk dat 's zomers de zon niet ondergaat, hoopt hij met zijn Noorse gids Arne Jordal meteorietkraters te vinden. Reeds kort na verschijnen werd het boek in brede kring als een meesterwerk beschouwd. De beginzin, 'De portier is een invalide', is volgens biograaf Willem Otterspeer 'een van de bekendste openingszinnen uit de Nederlandse literatuur.' Hella Haasse noemde het boek 'een anti-epos over een anti-held.' De eerste vertaling, in het Zweeds, verscheen in 1968; bij die gelegenheid opperde literatuurcriticus Rolf Yrlid dat Hermans een serieuze kandidaat voor de Nobelprijs voor Literatuur was.
De roman is gebaseerd op expedities van de auteur door Zweden en Noorwegen, maar de personages zijn twintig jaar jonger dan de werkelijke en ook viel er in het echt geen dode.
Veel bestudeerde aspecten zijn de vertelsituatie in reportagestijl, de cyclische structuur, de allusies aan (klassieke) mythologie, met name die aan de Aeneis. Ook de functie van Alfreds psychologische theorie over de historische ontwikkeling van het zelfbeeld van de mens heeft de aandacht getrokken: volgens Alfred leidde de uitvinding van het spiegelbeeld en van de fotografie nieuwe stadia in in het zelfbeeld van de mens. Volgens literatuurhistoricus Hugo Brems verwerkelijkte Hermans met dit werk 'ten volle zijn ideaal van een klassieke roman. Er is eenheid van handeling, alle gebeurtenissen zijn doelgericht en ondersteunen het pessimistische thema.'
Het boek werd in 1966 bekroond met de Vijverbergprijs, maar Hermans heeft deze toen niet aanvaard. Het werk is vertaald in onder meer het Noors, Zweeds, Duits, Spaans en Engels. Op 27 januari 2016 ging de Engelstalige verfilming Beyond Sleep in première als opening van het Filmfestival Rotterdam.

## Inhoud
Alfred Issendorf is een 25-jarige student geologie die een expeditie naar Noors Lapland (Finnmarken) onderneemt voor zijn promotieonderzoek. Doel van het onderzoek en zijn voettocht is om de hypothese van zijn promotor, professor Sibbelee, te bewijzen, die inhoudt dat de ronde gaten die ter plekke overal in de bodem te vinden zijn, veroorzaakt zijn door meteorietinslagen. De persoonlijke motivatie van Alfred ligt in het verlangen met een ontdekking zijn overleden vader, een verongelukte bioloog, te overtreffen.
Alfred bezoekt de 84-jarige professor Ørnulf Nummedal van het geologisch instituut te Oslo omdat luchtfoto's van het gebied dat hij gaat onderzoeken voor hem klaar zouden liggen. Hoewel Alfred bij hem is aanbevolen door zijn promotor Sibbelee, weet Nummedal, die Alfred in het Duits te woord staat, nergens van. Bovendien herinnert Nummedal zich de dertig jaar jongere Sibbelee vooral als iemand die ooit heeft geprobeerd een theorie van hem te ontkrachten. Nummedal wijst erop dat Nederland voor geologisch onderzoek te klein is, waarop Alfred tegenwerpt dat de bodem gevarieerd is. 'Dat verbeeldt men zich bij u, omdat er op iedere vierkante meter een geoloog staat met een microscoop.' Nummedal meent dat in Nederland nog eens alle zandkorrels geteld zullen worden, maar dat is geen wetenschap meer: 'Wetenschap is de titanische poging van het menselijk intellect zich uit zijn kosmische isolement te verlossen door te begrijpen!' De luchtfoto's zouden bij de geologische dienst in Trondheim zijn. Wel neemt de vrijwel blinde professor Alfred mee op excursie langs lokale geologische verschijnselen, en ook moet hij absoluut de Noorse specialiteit gravlaks proeven. De geologische verschijnselen hebben niets met zijn onderzoek te maken en de gravlaks is helaas uitverkocht. Alfred verneemt van Nummedal, die zich laat ontvallen niet te begrijpen wat Nederlanders met hun kleigrond in de geologie te zoeken hebben, dat Sibbelee in zijn jonge jaren heeft geprobeerd een theorie van Nummedal te ontkrachten.
Bij de geologische dienst blijkt men midden in een verhuizing naar een gloednieuw pand. Er moeten wel ergens luchtfoto's opgeslagen liggen, maar iedereen is druk met de verhuizing, en niemand zou kunnen zeggen welke luchtfoto's waar te vinden zijn. Zijn mededeling door professor Nummedal gestuurd te zijn maakt geen indruk: Nummedal is een oude man die niet meer serieus wordt genomen. Alfred reist zonder luchtfoto's door naar het expeditiegebied.
Daar voegt hij zich bij zijn drie Noorse expeditiegenoten, eveneens promovendi, van wie hij er een, Arne Jordal, al kent van een eerdere expeditie. Deze zoon van een rijke vader legt zichzelf materiële beperkingen op. Qvigstadt en Mikkelsen zijn oudere, goed uitgeruste en zelfbewuste figuren. De expeditie is een lange voettocht over de Laplandse toendra, een heide- en moerasachtig gebied met grote hoogteverschillen. Alfred merkt dat hij zijn collega's nauwelijks kan bijhouden door gebrek aan training, en de altijd aanwezige muggen houden hem uit de slaap. Zonder luchtfoto's kan hij de gaten die hij moet onderzoeken niet eens vinden. Als Arne van zijn onderzoeksonderwerp hoort, schrikt hij: dat is die idiote hypothese waar Sibbelee al twintig jaar de risee van de geologie mee is. Nu voelt Alfred zich totaal belachelijk.
Wanneer Mikkelsen de luchtfoto’s in zijn bezit blijkt te hebben, wakkert deze constatering niet alleen Alfreds gevoelens van onzekerheid aan, maar ook diens achterdocht. Hij vraagt zich af of Nummedal zijn onderzoek soms met opzet probeert te dwarsbomen. Mikkelsen laat hem de luchtfoto's zien, en daarop ziet Alfred meteen dat er voor meteorietinslagen geen enkele aanwijzing te vinden is. Hij kan het wel opgeven. Hij realiseert zich dat geoloog-worden hem eigenlijk helemaal niet interesseert: het is niet zijn eigen droom, maar die van zijn moeder, die hij verafschuwt.
Het gezelschap splitst zich en Alfred gaat alleen met Arne verder. Na onenigheid over de te volgen richting raakt hij Arne kwijt. Als ook zijn kompas in een rotsspleet verdwijnt, weet Alfred niet waar hij is of naartoe moet om Arne terug te vinden. Dan merkt hij dat het hem toch lukt zijn weg te vinden, vooruit te komen en in leven te blijven, door vis te vangen en rauw op te eten. Zijn zelfvertrouwen keert terug. Later vindt hij Arne inderdaad, maar die blijkt verongelukt. Kennelijk uitgegleden, heeft hij in een ravijn de dood gevonden.
Alfred gaat te voet terug naar de bewoonde wereld, waar hij totaal uitgeput aankomt, om Arnes lichaam te laten ophalen. Lopend ziet hij een lichtflits en hoort een harde klap. Het is de inslag van een meteoriet, maar hij heeft er in tegenstelling tot de Noorse geofysische dienst geen enkele belangstelling voor. Wanneer  Alfred thuis is heeft zijn moeder een verrassing voor hem: een stel manchetknopen, gemaakt uit een doorgesneden meteoriet, een cadeau dat Alfreds vader hem voor zijn zevende verjaardag had willen geven.

## Autobiografische achtergrond
Van 28 juli tot 5 augustus 1960 woonde de auteur te Abisko (Noord-Zweden) een aardrijkskundig symposium over glaciale morfologie en periglaciale processen bij. Doel van de excursie was, in de woorden van publicist Arno van der Valk, 'inzicht te krijgen in de ijsrecessie in de subarctische omgeving van de rivier de Lule'. Elke deelnemer deelde een hotelkamer met één andere deelnemer; de kamergenoot van Hermans was Torbjörn Fjellang, door Otterspeer omschreven als 'een aimabele, rustige, eenvoudige aardrijkskundeleraar'.
Aansluitend woonde Hermans van 6 tot 13 augustus 1960 in Stockholm het negentiende Internationaal Geografisch Congres bij.
In juli en augustus 1961 trok Hermans met onder meer Fjellang op studiereis door Finnmark in Noorwegen. Deze tocht vormt de basis voor de roman. Op 8 juli kwamen Hermans en Fjellang aan in Skoganvarre, waar hun twee reisgenoten Harald Skålvoll (die model stond voor Qvigstadt) en Per Akselsen (Mikkelsen) al enkele dagen verbleven. Skålvoll en Fjellang hadden deze tocht samen al eerder gemaakt, terwijl Akselsen, die geologie studeerde, de assistent van Skålvoll was. Het viertal maakte drie tochten. De langste, aldus Fjellang, 'was van 8 tot 18 juli van Skoganvarre via het Lievnasjavrre (Lievnas-meer), de Vuorje en de Rævokløften naar Ravnastua en Assebakte, en vervolgens over het water naar Karasjok. Een afstand van ongeveer honderdvijftig kilometer. Per dag liepen we gemiddeld vijftien kilometer met zware bepakking: rugzakken, slaapzakken, tent, voedsel en instrumenten. Later liepen we nog vijf dagen in het Kautokeino-district en tot slot nog vier dagen in het Solovomi-gebied ten zuiden van Alta.' Hermans had aanvankelijk moeite de anderen bij te houden: 'Het was duidelijk dat hij niet gewend was om in deze terreinomstandigheden te lopen met zware bepakking,' aldus Skålvoll. 'Bij het oversteken van een van de riviertjes is hij zelfs gevallen, maar gelukkig raakte hij niet gewond.' Net als in de roman bestond het gezelschap ook in werkelijkheid uit twee duo's: Fjellang en Hermans beklommen de Vuorje, de andere twee niet. Wel bezochten ze alle vier de Rævo-kløften (het kloofdal uit hoofdstuk 34 van de roman), terwijl in de roman Alfred en Arne zich dan al van Qvigstadt en Mikkelsen afgesplitst hebben. Tijdens de expeditie beschikte Skålvoll over luchtfoto's, hem ter beschikking gesteld door de Noorse Geologische Dienst te Trondheim, de Norges Geologiske Undersøkelse (NGU). De directeur heette Hvalheim (in de roman Hvalbiff).

Noorwegen, Finnmark - Karasjok waar Hermans in 1961 de tocht uit de roman maakte

Na deze drie tochten, waarbij het veldwerk glaciale afzettingen en glaciale erosie tot onderwerp had, trok Hermans in zijn eentje nog verder, vermoedelijk naar de Noordkaap en dan via Bergen en het bergachtige zuiden naar Asker. Hij meldde zich halverwege augustus weer bij Fjellang thuis. De beschrijving van de tochten in de roman, zoals de muggen, beantwoordt volgens Fjellang in hoge mate aan de werkelijkheid. Ook het Noorse meisje Inger-Marie dat voor Alfred het dagboek van Arne vertaalt is niet verzonnen.
Tijdens het Zweedse congres uit 1960 maakte Hermans ook kennis met de Amerikaanse fotograaf en bergbeklimmer Barry C. Bishop, die drie jaar later, in 1963, de Mount Everest zou beklimmen. Na de terugtocht moesten zijn pinken en enkele tenen geamputeerd worden. Bishop stond model voor Brandel die in de roman ter sprake komt.

Ondanks de treffende overeenkomsten is het verhaal dat zich in dit decor afspeelt in essentie verzonnen. In 1974 schreef Hermans aan Fjellang: 
The story in the book is entirely ficticious—the characters are fifteen years younger than we were in 1961.
 Volgens Skålvoll, in wiens herinneringen Hermans voortleeft als een aardige man met veel humor, zijn er in werkelijkheid tijdens de expeditie geen uitgebreide filosofische gesprekken gevoerd zoals in de roman en ook is er geen dode gevallen. Evenmin is er na het vertrek van Hermans een meteoriet ingeslagen in Finnmark.

### Schriftelijke bronnen
Achterin heeft de auteur enige aantekeningen toegevoegd, waaronder een vermelding van de herkomst van het krantenbericht over de Himalaya-expeditie. Waarschijnlijk door een zetfout staat de datum daar verkeerd vermeld, want het bewuste artikel verscheen niet op 3 maar 30 oktober in het Algemeen Handelsblad.
Boeken over de geologie van Noorwegen die de auteur heeft gebruikt voor zijn roman zijn in elk geval Ø. Vorren (red.), Norway North of 65 (1960) en Olaf Holtedahl (red.), Geology of Norway (1960). Een van de andere auteurs uit de laatste titel heette Christoffer Oftedahl. De talrijke verwijzingen naar de Noorse mythologie in de roman zijn allemaal afkomstig uit: H. Hveberg, Of Gods and Giants. Norse Mythology (1962).

## Schrijfstijl
Nooit meer slapen wordt verteld in de destijds ongebruikelijke combinatie van de eerste persoon onvoltooid tegenwoordige tijd. Sprongen in de tijd worden soms expliciet vermeld met aanduidingen als 'een uur later', en minder precies door witregels en de overgang tussen hoofdstukken.
Het reportagekarakter van de roman blijkt uit de pregnante formuleringen in korte zinnetjes met weinig komma's. Maar beschouwingen over bepaalde onderwerpen zijn in een 'gebruikelijker, meer coherente stijl gesteld', terwijl veel beschrijvingen ironisch zijn. De vele witregels geven vaak, maar lang niet altijd een sprong in het tijdsverloop aan en zijn vergelijkbaar met het wisselen van camera-opnames in een film. Een voorbeeld van een witregel die niet of nauwelijks tijdsverloop aanduidt is volgens Paul de Wispelaere die na de openingszin: 'De portier is een invalide.' Deze zin drukt de verbazing uit waarmee Alfred constateert dat de portier een verminkte is, of het moment dat Alfred nodig heeft om van zijn verbazing te bekomen en op de man af te stappen.

Veel beschouwers menen dat Alfreds verslag een nauwgezette registratie is. Volgens literatuurwetenschapper J. Fontijn is er sprake van 'een exactheid die "wetenschappelijk" aandoet': 
Tijd, plaats, fysionomie van personen met wie hij geconfronteerd wordt, kleuren, getallen, worden zeker in de eerste helft van het boek tot in details weergegeven.'

Van dergelijke exactheid is volgens literatuurwetenschapper G.F.H. Raat geen sprake, want hij meent dat 'de noterende stijl' een imitatie is van het registrerend bewustzijn: 
Alfreds waarnemingen worden vaak terstond bij gekleurd door gedachten en associaties.' Als voorbeeld noemt hij Alfreds vermoedens, op de eerste pagina, aangaande 'de oorzaak van de verminking en de vergelijking van het oor met een navel. Elders in de roman nemen dergelijke gedachten zelfs de omvang aan van 'een monologue intérieur, bijvoorbeeld als Alfred een kranteartikel heeft gelezen over iemand die hij kent.
De scherpe waarneming door de ik-verteller is op twee manieren te verklaren. Ten eerste is Alfred 'geoefend in het zorgvuldig observeren van zijn werkelijkheid, inclusief de plaats die hij daarin inneemt.' Ten tweede is hij 'zeer egocentrisch', want hij streeft fanatiek een doel na en onderwerpt zijn doen en laten 'steeds weer aan een meedogenloze analyse', een gewoonte die nog wordt versterkt 'door de angst inferieur te zijn aan zijn tochtgenoten'. Raat ziet een verband tussen deze observatiewijze en andere eigenschappen van de hoofdpersoon. Alfred doet van moment tot moment verslag, is sterk op zichzelf geconcentreerd en 'inspecteert zichzelf doorlopend, in het kader van zijn speurtocht naar wie hij is en kan zijn. Zijn geologische onderzoek is in feite zelfonderzoek'. Alfred kijkt bij wijze van spreken voortdurend in de spiegel, een houding die een equivalent vindt in de verteltechniek van de roman: eerste persoon, onvoltooid tegenwoordige tijd. De gelijktijdigheid van ervaren en vertellen 'vertoont een opvallende analogie met de situatie waarin iemand zijn spiegelbeeld gadeslaat.'

## Structuur
Criticus Paul de Wispelaere onderscheidt een dubbele structuur. De eerste structuur is het van moment tot moment registrerende en denkende bewustzijn van Alfred dat zich uit in 'notities, inwendige monologen en gesprekken' en zich ontwikkelt 'naar een onbekende afloop.' De tweede structuur komt voor rekening van de auteur die het geheel overziet en gebruikmaakt van 'anticiperende en terugblikkende elementen, haast onmerkbare  suggesties doet meetrillen en een ordening van contrasterende effecten aanbrengt buiten het bewustzijnsverloop van het personage om.' Van deze hechtheid geeft essayist J. Fontijn een voorbeeld. In het begin zegt professor Nummedal tegen Alfred: 'Theorieën heb ik zien gaan en komen als de wilde ganzen en de zwaluwen.' Tegen het slot van de roman, wanneer Alfred doordrongen is van de mislukking van zijn poging om bewijs te vinden voor de theorie van Sibbelee, signaleert Alfred: 'Een troep wilde ganzen vliegt laag over mij heen.' Volgens Fontijn gaat het niet zomaar om een natuurbeschrijving, maar moet deze worden bezien in verband met Nummedals eerdere woorden. Wat op het eerste gezicht lijkt op 'een spannend reisverhaal, blijkt ten slotte een hecht gecomponeerde "klassieke" roman.' In zijn boekje over de roman meent ook August Hans den Boef dat 'het reportagekarakter bij nadere beschouwing van oppervlakkige aard is.'
Ook Hella Haasse sluit zich aan bij de karakterisering dat achter het feitelijke reisverslag van Alfred een organiserende hand verantwoordelijk is voor de hechtheid die bij een roman en niet bij een reisverslag hoort. Dit bewustzijn manifesteert zich eenmaal 'op zeer expliciete wijze, als hij de leek aanraadt zelf maar op te zoeken wat schisteus gesteente is.' Ook volgens Raat komt deze passage niet voor Alfreds rekening.
Eenmaal wordt het perspectief van Alfred doorbroken, namelijk wanneer het meisje Inger-Marie de Noorse notities van Arne voor Alfred vertaalt. 'Het boekje van Arne stelt de lezer, opgesloten in Alfreds wereld, in staat de hoofdpersoon te zien door de ogen van een ander.' Raat noemt dit dagboekje het enige 'corrigerend perspectief' op Alfreds visie. Naast deze correctie, die erop neerkomt 'dat Arne een veel positiever beeld van Alfred had dan deze zelf verwachtte', signaleert Den Boef ook nog de brief aan Alfred van zijn moeder als doorbreking van het perspectief.
Met het tijdsverloop als uitgangspunt ziet Haasse een drievoudige structuur: behalve de reisreportage zijn er Alfreds herinneringen, die de gegevens verschaffen dat het grondpatroon van zijn leven duidelijk maakt, en nog een derde vorm van bewustzijn, namelijk de gemoedstoestand waarin Alfred zich bevindt als hij Arne kwijt is en geheel op zichzelf is aangewezen.

### Datering van de verhaalwerkelijkheid
In de roman wordt niet vermeld welk jaar het is. Alfreds vader is kort na juli 1947 overleden en toen was Alfred zeven jaar oud. Alfred is dus in 1940 geboren. Ten tijde van de expeditie is hij 25 jaar oud, zodat het 1965 moet zijn. Berekening aan de hand van buitentekstuele gegevens levert een andere uitkomst op. Op vrijdag 15 juni bezoekt Alfred Nummedal. Die datum viel dertien keer op een vrijdag in de twintigste eeuw, maar niet in 1965. Aangezien het Modern Jazz Quartet ter sprake komt en Alfred in hoofdstuk zeven op zijn hotelkamer naar een transistorradio luistert, moet 1962 het jaar zijn.
Wel bestaat overeenstemming over de vraag hoeveel tijd er verstrijkt tussen het bezoek aan Nummedal en Alfreds aankomst in de familiekring aan het slot, namelijk drie weken. Precies is dat niet vast te stellen, omdat de zon in het gebied niet ondergaat en Alfreds horloge, het enige oriëntatiepunt hieromtrent, onklaar raakt. Het bezoek aan Nummedal vindt volgens Den Boef op 15 juli plaats en volgens het Hermans-magazine op 15 juni, zodat Alfreds aankomst rond 5 augustus respectievelijk omstreeks 7 juli plaatsvindt.
Het tijdsverloop in de roman wordt benadrukt doordat Alfred vaak op zijn horloge kijkt en zich ook verder overmatig van de tijd bewust is. Als zijn horloge onklaar raakt heeft Alfred geen besef meer van tijd, maar ook geen zorgen meer hierover.

### De verhouding tussen Alfred en Arne
Als Alfreds gids vervult Arne 'duidelijk de rol van diens meerdere'. Hij beweegt zich vaardiger door het ruwe landschap. Zodra ze met zijn tweeën zijn overgebleven, wordt het overwicht ondraaglijk voor Alfred. Arne neemt steevast de zwaarste last op en ook is Alfred jaloers op het tekentalent van zijn kompaan, in wiens gezelschap Alfred zich een 'brekebeen' voelt. Toch signaleert Haasse ook parallellen tussen de twee: beiden lijken op kinderen, omdat zij, anders dan Mikkelsen en Qvigstadt, met hun voornaam worden aangeduid, beide voelen het gewicht van hun vader zwaar op hen drukken en hebben een onvolledige uitrusting. Beiden zijn zich er zeer van bewust afkomstig te zijn uit kleine landen die in de wereld geen rol spelen. Hun eigen talen zijn een soort kindertalen, alleen in gebrekkig Engels kunnen ze enigszins met elkaar communiceren. Ook Den Boef merkt parallellen tussen de twee op, terwijl hij in Arne ook een soort vaderfiguur ziet waarvan Alfred zich probeert te bevrijden.
Raat taxeert de houding van Alfred tegenover Arne als een geval van 'gemengde gevoelens', waarbij het verlangen naar Arnes goedkeuring soms met de nodige humor onder woorden wordt gebracht, zoals wanneer Alfred een rivier oversteekt: 'Ik ben er over. Ik sta naast Arne. Hij houdt fototoestel en kaartentas vast aan de riemen en hangt ze mij om alsof het ridderorden waren.' De tweede zin moet hier ook worden verstaan in de betekenis: gelijkwaardig zijn.

## Thema's en motieven

### De onmachtige mens
Haasse acht de hoofdpersoon Alfred Issendorf, 'zijn naam zegt het al', 'te dorps' voor zijn taak en daarom 'niet opgewassen tegen de listen en lagen van de Natuur'. Hij moet vele ontberingen doorstaan en krijgt nauwelijks greep op zijn Noorse collega's en de onherbergzame natuurlijke omgeving. Het ontluisterende slot van deze roman kan als typerend voor Hermans' oeuvre worden gezien. Ook op een dieper liggend niveau past het werk binnen de algemene thematiek van Hermans' werk: uiteindelijk blijkt de mens niet in staat om de wereld echt te kennen.
Criticus Kees Fens noemt de scène op de top van de berg Vuorje, in hoofdstuk 36, de meest frappante episode van de roman. 'Wat zie ik? Niets. Aan alle kanten omgeven door witte nevel. Ik kan alleen het vlakke stukje waar ik op sta, zien. Wanhopig loop ik heen en weer: overal afgronden om mij heen die eindigen in damp.' Zich bewust van 'de volstrekte nietigheid van de atmosferische laag waarin de mens kan leven', en hoe weinig ervoor nodig is om die laag te vernietigen, weet Alfred zich volgens Fens 'tot bijna niets teruggebracht, daarmee staat hij buiten de mensengemeenschap die elke begoocheling aangrijpt om aan het bewustzijn van dat bijna niets te ontkomen.' Alfred concludeert dat hij zijn leven liever zal eindigen als slachtoffer van de elementen, bijvoorbeeld een bliksemstraal of een meteoriet, dan van de mensen.
Literatuurhistoricus Ton Anbeek onderscheidt twee thema's: ambitie en metafysica. Alfred verwerft in de roman het inzicht dat zijn wetenschappelijke ambities slechts 'kinderlijke wensdromen' zijn geweest. Hij beseft dat elk mens zich met 'dit soort persoonlijke of collectieve sprookjes' troost. Zijn anti-metafysische opvattingen formuleert hij op de top van de door mist en wolken omgeven berg Vuorje, reden waarom Anbeek sprekt van zijn 'bergrede'. Een kwarteeuw na Anbeek formuleert literatuurhistoricus Hugo Brems dezelfde thematiek iets anders. Volgens hem is het centrale idee dat de mens 'onmachtig en blind' is en zich staande houdt met illusies, die in de roman worden ontmaskerd, of het nu gaat om familie en vrienden, of kunst en wetenschap.

### De drie stadia in de ontwikkeling der mensheid
Hoofdstuk 7 bevat een belangrijke passage voor de psychologische interpretatie van de roman, namelijk Alfreds theorie over de drie stadia waarin de ontwikkeling van de mensheid te verdelen is.

Als je mij vraagt zijn er drie belangrijke stadia in de geschiedenis van de mens.

In het eerste kende hij zijn eigen spiegelbeeld niet, evenmin als een dier dat kent. (...) 
Tweede stadium: Narcissus ontdekt het spiegelbeeld. Niet Prometheus die het vuur ontdekte is de grootste geleerde van de Oudheid, maar Narcissus. Voor het eerst ziet 'ik' zich 'zelf'. (...) 
Het derde stadium begint met de uitvinding van de fotografie. Hoe dikwijls gebeurt het dat er een pasfoto van ons gemaakt wordt waarvan wij evenveel houden als van ons spiegelbeeld? Hoogst zelden! Voordien, als iemand zijn portret liet schilderen en het beviel hem niet, kon hij de schuld aan de schilder geven. Maar de camera, weten wij, kan niet liegen. (...) Dat is het derde stadium: het voordien vrij zeldzame twijfelen aan zichzelf, laait op tot radeloosheid.

De psychologie komt tot bloei.
— Alfred Issendorf

Alfred begint in het derde stadium en bereikt het tweede als hij Arne kwijtraakt, zijn fototoestel is dan net onklaar geraakt. Er is weer sprake van een symmetrische verhouding tussen het ik en het zelf. Wanneer hij ook zijn kompas en daarmee het spiegeltje kwijtraakt, bevindt hij zich in het eerste stadium: zijn omstandigheden zijn primitief als die van de eerste mensen, hij piekert minder en komt voor het eerst in harmonie met de natuur. Hij baadt nu in 'liefderijk water' waar aan het begin de douche 'een harde borstel van water' was.

### Communicatie
Taalproblemen spelen een grote rol. Alfred spreekt geen Noors en veel andere personages spreken een voor hem onverstaanbaar Engels. Zijn Noorse reisgenoten spreken uit beleefdheid meestal Engels, maar soms ook Noors en dat versterkt Alfreds achterdocht. De taalproblematiek strekt bij Hermans altijd verder dan de concrete situatie en is 'van meer algemene aard, een sterke exponent van de geringe mogelijkheden voor mensen om met elkaar te communiceren.'

### Motieven
Een netwerk van samenhangende motieven verleent de roman hechtheid en de details functionaliteit. 'Al die gebeurtenissen en motieven spiegelen elkaar,' aldus literatuurhistoricus Hugo Brems, 'en versterken dezelfde idee: de mens is onmachtig en nietig.' Onderzoeker Den Boef levert de volgende inventaris:
- Wetenschap: omdat de roman een wetenschappelijke expeditie beschrijft, is de wetenschap een regelmatig gespreksonderwerp van de personages. Er vallen namen als Heiskanen (geoloog), Sauerbruck (chirurg), Buys Ballot, Christiaan Huygens, Galilei.
- Ontdekkingsreizigers: genoemd worden Columbus, Zuidpoolpioniers Scott en Amundsen, Stanley en Livingstone, Thor Heyerdahl. Oftedahl stelt dat geologen de laatste overgebleven ontdekkingsreizigers zijn. Alfred zelf is van plan tijdens zijn reis een opzienbarende ontdekking te doen.
- Alchemie: volgens Nummedal verloochent de ware geoloog zijn afkomst van goudzoeker nooit helemaal. Alfred overdenkt dat hij 'de steen der wijzen' tracht te vinden.
- Vrijmetselarij: symbolen hiervan zijn bouwkundige en architectonische voorwerpen zoals piramides, kathedralen, hamer, passer, meetlint.
- Sagen: passanten worden vergeleken met figuren uit de Edda van Snorre Sturlason. Zie ook het motief Reuzen.
- Klassieke mythologie: Aeneas en Dido, Alfreds moeder heet Aglaia, in de Griekse mythologie de moeder van een koning. Ook overweegt Alfred het trieste lot van een leraar Grieks, die slechts enkele leerlingen met werkelijke interesse treft.
- Psychoanalyse en zelfbeeld (spiegel): Qvigstad heeft een omgekeerd oedipuscomplex: hij is alleen potent bij negerinnen, volgens hem omdat hij in blanke vrouwen zijn moeder ziet. De Amerikaanse toeriste Wilma legt Alfred uit dat mannen ritssluitingen bij vrouwen opwindend vinden omdat dat appelleert aan hun verdrongen homoseksualiteit.
- Spiegel: Alfred ziet in de opklapbare bril van Nummedal vier spiegeltjes, terwijl het instituut van Oftedahl geheel uit spiegelglas is opgetrokken. Ook haalt hij voortdurend zijn kompas tevoorschijn om in het spiegeltje daarvan te kijken.
- Godsdienst: Alfred vindt zijn zusje Eva dom omdat zij gelovig is, Arne heeft het over een boek getiteld Het gezicht van God na Auschwitz, er is sprake van gebouwen met een religieuze functie (hunebedden, kathedralen, piramides), Arne mijmert over een muggenhiernamaals met op een hoge troon het mond-en-klauwzeervirus dat over alles de baas is, Alfred overweegt dat zwarte Amerikanen strijden voor gelijke rechten onder leiding van een dominee, vertegenwoordiger van de godsdienst die de verdrukking juist legitimeert. In de gesprekken met Qvigstad en Mikkelsen wordt ook nog een aantal scheppingsmythen besproken.
- Vis: gravlaks, zalm die enige tijd begraven is, zou een doodsymbool zijn, Hvalbiff blijkt walvissenvlees te betekenen, bovendien vangt Alfred eenmaal alleen honderden vissen in zijn net.
- Kunst: herhaaldelijk worden wetenschap en kunst met elkaar vergeleken; recensenten van romans, zoals de moeder van Alfred, worden met oplichters vergeleken; als jongetje wilde Alfred fluitist worden.
- Stenen: uiteraard verwijzingen naar meteorieten, maar ook naar het Stenen Tijdperk met hunebedbouwers; mannen met het woord steen in hun naam: Wittgenstein, Livingstone en Flintstone, bij de laatste speelt ook het Stenen Tijdperk mee; Arne vertelt over de Noorse gewoonte een spoor met steentjes te markeren.
- Reuzen: het landschap wordt geregeld beschreven alsof het door reuzen is gemaakt. Zo is het kloofdal een soort amfitheater voor reuzen, is het net of een reusachtige hand de begroeiing van de berg heeft weggemaaid en is Alfreds visnet precies een enorm spinnenweb.
- Een klein land: herhaalde vergelijking tussen Nederland en Noorwegen over het nadeel klein te zijn.
- Taal: Engels neemt een bijzondere plaats in, omdat de Noren zich in die taal tot Alfred richten. Ook probeert hij onderweg naar Noorwegen iemand te helpen die Engels uit een boekje probeert te leren. Het niet verstaan van het Noors leidt tot onzekerheid en wantrouwen bij Alfred, die niet alles kan volgen wat zijn medereizigers tegen elkaar zeggen.
- Vallen: Herhaaldelijk wordt op (bijna) vallen gezinspeeld. De vader van Alfred stierf als gevolg van zijn val. Ook Arne stierf als gevolg van zijn val. Alfred scheurde zijn been open door zijn val.

#### Vergilius en Dante
Alfred vergelijkt zichzelf met Aeneas en een hem bekend meisje met Dido. Reeds in de eerste recensies werd gewezen op een intertekstueel verband met de Aeneis van Vergilius. Hospes wijst op de rivier de Styx, die negenmaal om de onderwereld stroomt, en Alfreds overweging dat hij acht of negen rivieren moet oversteken. Hospes suggereert ook een verband met het eerste deel van de De goddelijke komedie van Dante, de hel, waarbij een tocht door de onderwereld wordt ondernomen. In dat verband zou Alfred een allegorisch, al dan niet ironisch zinnebeeld van het personage Dante zijn en Arne fungeren als diens gids Vergilius.

## Titelverklaring
De titel van de roman is op meerdere manieren op het verhaal van toepassing, volgens criticus Kees Fens minstens vijf.
Ten eerste duidt de titel op de slapeloosheid die het gevolg is van de locatie in het noorden van Noorwegen, waar de zon nooit ondergaat.
Ten tweede slaat de titel op de dood, wijst de overdenking van Alfred uit als hij Arne terugvindt, die van een helling doodgevallen blijkt te zijn. Het gezicht van Arne 'is precies zo als ik het gezien heb in zijn slaap: onbegrijpelijk oud en moe, gerimpeld als de schors van een eik. Maar dit is geen slapen. Dit is nooit meer slapen.' Voor de door slapeloosheid gekwelde Alfred is de slaap een soort levenskracht gaan symboliseren.
Ten derde komt Alfred tot het inzicht dat het bevestigen van de wetenschappelijke hypothese een illusie was: hij onderkent deze als een 'droom' waaruit hij ontwaakt. De mislukte expeditie voor Alfred, aldus Fens, 'een proces van zelfbevrijding.' Paradoxaal genoeg betekent 'de slopende tocht met zijn aanhoudende slapeloosheid een geleidelijke ontwaking' 'klaarwakker is Alfred op het ogenblik dat hij zijn voortdurende afhankelijkheid doorziet en daarmee ook zijn verhouding tot Arne, de laatste van wie hij zich afhankelijk toonde.' 
Ten vierde kan de titel 'als een waarschuwing of gebiedende wijs worden geïnterpreteerd: laat de illusie, de droom, niet het zicht op de werkelijkheid ontnemen.'
Ten vijfde drukt nooit meer slapen in deze laatste betekenis ook nog een wens van Alfred uit.
Recensent Hans Berghuis meent dat de titel slaat op de situatie van Alfred, die in de loop van de roman definitief ontwaakt uit zijn 'wensdroom' een groot geleerde zoals zijn vader te woorden. Dit komt overeen met de derde hierboven geformuleerde betekenis.
De titel lijkt ook op de uitspraak die het titelpersonage uit het toneelstuk Macbeth van Shakespeare hoort nadat hij Duncan heeft vermoord: 'Sleep no more.'

## Ontstaansgeschiedenis
De kiem voor Nooit meer slapen dateert uit het voorjaar van 1955, bijna elf jaar voordat de roman daadwerkelijk zou verschijnen. Op 30 november 1955 schreef Hermans aan uitgever Van Oorschot over een grote roman 'die ik al een half jaar in mijn hoofd heb'. Hij beschreef de geplande roman als 'een boek waarin praktisch uitsluitend intellectuelen optreden en dat desondanks een zeer levendige actie vertoont. Het gaat over een mislukte geologische expeditie in Perzië. Alle deelnemers op één na verongelukken successievelijk of worden vermoord.'
Op 31 juli 1960 zond Hermans een ansichtkaart aan zijn toenmalige uitgever G.A. van Oorschot met de tekst: 'Een oord om een nieuwe roman te schrijven, maar vandaag geen tijd.' Op 6 juni 1962 schreef hij in een brief te werken aan een 'dik boek' waarvan de strekking 'niet vrolijk' zou worden.
Op 3 februari 1965 schreef de auteur aan Gust Gils: 'Ik ben bezig een van mijn romans af te maken.' Bijna drie maanden later, op 25 april 1965, liet hij Gils weten: 'Ik schrijf nog elke dag aan mijn roman.' En op 18 mei: 'Werk verder aan mijn periglaciale roman.'
Op 15 juni 1965 schreef Hermans in een brief aan Freddy de Vree wat er met deze roman voor hem op het spel stond:
Ik schrijf een heel moeilijke roman. Heel vervelend. Er komen alleen dingen in voor die echt zouden kunnen gebeuren. Jammer, maar het moet toch geschreven worden. Als het boek niet lukt, houd ik op met schrijven in het openbaar, denk ik.
Met lukken bedoel ik niet dat het moet inslaan als een W.F.H.-bom, maar het moet voor mijn eigen gevoel lukken. Dit is nog niet beslist, al ben ik op pagina 102.
Aan Rudy Kousbroek schreef Hermans op 24 juli 1965 dat hij zijn vakantie uitstelde: 'Voorlopig niet met vacantie, omdat ik die roman (Nooit meer slapen) tenminste in eerste versie af wil hebben. Anders kan ik zelf niet slapen.' In juli vernam uitgever Geert Lubberhuizen van De Bezige Bij, naar welke uitgeverij Hermans inmiddels was overgestapt, dat hij aan de laatste dertig bladzijden was begonnen en de kopij nog voor 1 september in zou leveren.
Op 19 augustus schreef hij Kousbroek dat hij de roman af had:
Gisteren kon ik tot de conclusie komen dat [Nooit meer slapen] in eerste instantie, dat wil zeggen in onleesbaar klad, klaar is. Dit is van geen geringe betekenis voor mij. [...] Ik moet het boek nu nog helemaal overtikken en hier en daar wat bijwerken. Ik vertel er verder maar niets over, al zou ik dat graag doen, omdat het voor het nageslacht altijd zo interessant is, in de brieven van beroemde auteurs te lezen wat zij erover aan hun vrienden schreven, toen ze bezig waren hun beroemde romans te scheppen.
Op 6 september rapporteerde de auteur aan Kousbroek zijn vorderingen:
Met de roman ben ik nog minstens veertien dagen zoet. Het is in zoverre een voor mijn doen ongebruikelijk boek, omdat er betrekkelijk weinig aperte monsters in voorkomen. Nee, sympathieke, rustige mensen.

## Drukgeschiedenis

### Oplagen herdrukken
De roman beleefde zo'n vijfentwintig drukken tijdens het leven van de auteur. Hermans' bibliografen Frans A. Janssen en Sonja van Stek wijken in hun opgave van de maand van verschijnen en om de hoeveelste druk het gaat, soms af van de opgave van de uitgeverij in de drukken; in dit overzicht is de aanduiding van de bibliografen gevolgd, die op onderzoek gebaseerd is.
In februari 1966 verscheen de eerste druk van de roman (JS 229) bij uitgeverij De Bezige Bij als Literaire Reuzenpocket 173 (deze aanduiding geldt tot en met de elfde druk), met een omslag van Leendert Stofbergen. De oplage bedroeg 19.400 gebrocheerde en 490 gebonden exemplaren.
- Tweede druk (JS 230), juni 1966, oplage 10.000 gebrocheerde en 500 gebonden exemplaren. De totale oplage van de twee drukken uit 1966 bedroeg 30.200.
- Derde druk (JS 231), september 1967, oplage 6023.
- Vierde druk (JS 232), mei 1968, oplage 4979.
- Vijfde druk (JS 233), januari 1969, oplage 5000.
- Zesde druk (JS 234), december 1969, oplage 4000.
- Zevende druk (JS 235), juli 1970, oplage 3950.
- Achtste druk (JS 236), maart 1971, oplage 5000.
- Negende druk (JS 237), oktober 1971, oplage 5000.
- Tiende druk (JS 238), juni 1972, oplage 4975.
- Elfde, geheel opnieuw gezette en herziene druk (JS 239), maart 1973, oplage 7791.
- Twaalfde druk (JS 240), Serie BB Literair, augustus 1974, oplage 16.244.
- Dertiende druk (JS 241), mei 1976, oplage 10.218.
- Veertiende druk (JS 242), november 1977, oplage 11.976.
- Vijftiende druk (JS 243), 1978, Met inleiding en aantekeninge door E.C. Britz (Universiteit van Stellenbosch), Serie: Literatuur van Die Lae Lande, Pretoria en Kaapstad: Academica
- Zestiende, opnieuw gezette en uitgebreide druk (JS 244), juni 1979, oplage 11.616.
- Zeventiende druk (JS 245), februari 1981, oplage 10.101.
- Achttiende druk (JS 246), februari 1983, oplage 7133.
- Negentiende druk (JS 247), oktober 1984, oplage 7165.
- Twintigste, opnieuw gezette druk (JS 248), december 1985, Baambrugge: Grote Letter Bibliotheek, oplage 1500.
- Eenentwintigste druk (JS 249), augustus 1986, oplage 8181.
- Tweeëntwintigste druk (JS 250), januari 1989, oplage 7518.
- Drieëntwintigste druk (JS 251), juni 1991, oplage 6036.
- Vierentwintigste druk (JS 252), augustus 1991, oplage 1500.
- Vijfentwintigste druk (JS 253), februari 1993, oplage 7.500 (waarvan 2000 gebonden).
- Zesentwintigste druk (JS 254), augustus 1995, oplage 4000.
- Zevenentwintigste druk (JS 255), juni 1997, oplage 30.000.
- Achtentwintigste druk (JS 256), november 1999, Reeks Grote Lijsters, Groningen en Deurne: Wolters Noordhoff en Wolters Plantyn. Oplage niet vermeld.
- Negenentwintigste druk (JS 257), november 1999, oplage niet vermeld.
- Dertigste druk (JS 257a), april 2003, oplage 12.500.
- Eenendertigste druk (JS 257b), 2004, Reeks Kroonlijsters, Groningen: Wolters Noordhoff. Oplage niet vermeld.

### Wijzigingen in herdrukken
Vanaf de zesde druk (1969, JS 234) gebruikte Stofbergen voor het omslag een door Hermans gemaakte foto, waarop een grote steen in een kaal landschap en een reiziger met rugzak te zien is. De elfde druk (JS 239), verschenen juli 1973, is op tal van plaatsen herzien. In de zestiende, uitgebreide druk (1979, JS 244) bracht de auteur nog veel meer wijzigingen aan. Het omslag toont nu een door de auteur gemaakte foto van een door smeltijs veroorzaakte beek met kiezels. De wijzigingen in deze drukken uit 1973 en 1979 zijn zo omvangrijk dat de paginaverwijzingen in de secundaire literatuur die voor 1973 en 1979 verscheen, vaak niet meer van toepassing zijn.
De aard van de wijzigingen betrof in 1973 voornamelijk correcties van spelling, stijl en Noorse woorden. De herziening van 1979 betreft ook de compositie van de roman. Het volgende overzicht duidt slechts de voornaamste wijzigingen aan. Het taalgebruik is ruwer, Alfred stelt meer vragen bij de verstandhouding tussen Nummedal en Sibbelee, zijn slapeloosheid wordt meer benadrukt, de beschrijving van Brandel is negatiever geworden, directeur Oftedahl benadrukt het belang van luchtfoto's sterker, Alfred denkt langer na over het functioneren van zijn kompas nadat hij Arne is kwijtgeraakt en dit de richting aangeeft die Arne aanwees en er is meer werk gemaakt van de terugkeer van Alfred in de bewoonde wereld.
De vijfentwintigste druk uit februari 1993 is de laatste tijdens het leven van de auteur verschenen druk (JS 253) en bevat 'tientallen nieuwe correcties'.

## Waarderingsgeschiedenis
De roman kreeg ruim veertig, overwegend lovende recensies in kranten. Hans Berghuis schreef in de Volkskrant dat Hermans zijn romanopvatting 'opnieuw en volledig waargemaakt' had. De recensie van Adriaan Morriën in Het Parool van 19 maart 1966 is volgens biograaf Otterspeer 'een van de beste recensies van het boek'. Over de thematiek schreef deze criticus:
De mens zit opgesloten in zichzelf, op een aarde waarvan slechts een dunne ring bewoonbaar is, in een kosmos 'waarin met list, geweld, samenzwering, arbeid in ploegen, eeuwen van wetenschappelijk onderzoek en gigantische inspanning van miljoenen arbeiders' de ruimtevaarder nog een beetje verder kan komen. Deze constatering is, als men wil, de 'boodschap' van Hermans' roman, (...) geen schokkende boodschap, al is ze nog zo waar, maar ze is integer.
Een groot psycholoog acht Morriën Hermans niet; eerder ligt zijn kwaliteit als romanschrijver 'in de enigszins rechtlijnige behandeling van eenzelvige personages die zich tegenover de anderen hebben opgesteld, die zelfs in gezelschap alléén opereren, zich door samenzweringen belaagd voelen en niet zonder zelfbeklag dupe worden van mensen die vermeende goede bedoelingen met hen hebben maar in werkelijkheid eigen belangen bevredigen.' In deze zin is Alfred volgens Morriën onmiddellijk herkenbaar als een typisch Hermans-personage; interessant is de roman dan ook niet vanwege het karakter van de protagonist, maar vanwege 'de overstelpende hoeveelheid details waarmee zijn mislukking wordt gedemonstreerd en de nauwkeurigheid waarmee ze wordt opgetekend.' Morriën toont 'groot inzicht', aldus Otterspeer, met deze observatie: 'Niets voert Hermans' figuren zo reddeloos van de wal in de sloot als gevoelens van liefde waaraan zij worden blootgesteld.'
Enkele besprekers, onder wie Ab Visser, Adriaan van der Veen en Morriën, oefenden kritiek uit op de opbouw van de roman. Zij beschouwden de dood van Arne als de climax van de roman en het vervolg als overbodig. Binnen enkele jaren werd de roman algemeen als een meesterwerk beschouwd. Christelijke besprekers formuleerden bezwaren tegen het pessimistische wereldbeeld dat zij in de roman ontwaarden.
In 1967 verscheen de eerste aflevering van Kritisch akkoord, een jaarlijkse bloemlezing uit recensies en essays van het voorbije jaar. De redactie nam acht recensies van Nooit meer slapen op en gaf zodoende impliciet te kennen dat het om een belangwekkende roman ging.
Reeds twee jaar na het verschijnen van het boek, in 1968, verscheen de eerste vertaling, in het Zweeds. De grote waardering van de roman bracht ook de bestudering snel op gang. Biograaf Otterspeer onderscheidt verschillende fasen. Aanvankelijk ging de aandacht vooral uit naar de, soms erg opzichtige, freudiaanse verwijzingen. Daarna kwam een 'symbolisch-magische interpretatie' van de grond, met aandacht voor de verwijzingen naar zowel de Noorse als de Griekse en Romeinse mythologie; deze richting beschouwt de wetenschap in de roman als een vervanging voor religie. Een latere visie op de roman interpreteert Alfred als de moordenaar van Arne, waarbij het verkeerd aflezen van het kompas wordt aangezien voor een strategie om de moord te verhullen. Ten slotte is er het autobiografisch perspectief, dat op basis van de overeenkomsten met de werkelijke expeditie Alfred opvat als het alter ego van Hermans zelf.
Anders dan in de literatuurbeschouwing, bestaat in de literatuurgeschiedschrijving geen duidelijk beeld van het belang van de roman. Anbeek rekent Nooit meer slapen tot Hermans' belangrijkste romans, samen met De donkere kamer van Damokles. Brems gaat niet expliciet in op de positie van de roman in het oeuvre, en in het boek Nederlandse literatuur, een geschiedenis, het in 1993 verschenen product van een collectief onder hoofdredactie van Riet Schenkeveld-van der Dussen, wordt Nooit meer slapen helemaal niet genoemd.

### Vijverbergprijs
In maart 1967 kende de Jan Campertstichting Hermans de Vijverbergprijs van ƒ 2500 toe voor Nooit meer slapen. Hermans reageerde per brief:

Wilt u zo goed zijn dit bedragje even over te schrijven op postgiro 100200 ten name van Eten voor India? Dit bespaart mij een hoop rompslomp en vrijwaart, mogelijkerwijs, een of twee leden van uw jury voor een slecht geweten. Ik dank u voor de te nemen moeite. Ik zal een roman over u schrijven onder de titel "Wel te rusten". Met vriendelijke groet,
— Willem Frederik Hermans

## Plaats in het oeuvre
Nooit meer slapen houdt zich aan een gangbare werkelijkheidsvoorstelling en behoort in die zin niet tot het surrealistische gedeelte van het oeuvre, daarover zijn de literatuurbeschouwers het eens. 'Hermans gebruikt de middelen van het realisme,' aldus literatuurhistoricus Brems, 'om een quasiallegorische ideeënroman te schrijven.' Anbeek schaarde de roman al bij de 'realistische boeken in die zin dat de werkelijkheidspretentie nergens wordt doorbroken.'
De vertelwijze van eerste persoon tegenwoordige tijd kwam tot de jaren zestig niet voor in het werk van Hermans. In februari 1962 verscheen het eerste proza waarin de auteur deze verteltechniek hanteert, de novelle 'Het grote medelijden'. Omstreeks dezelfde tijd verscheen een fragment van de novelle 'Hundertwasser, honderdvijf en meer', dat dezelfde vertelwijze kent. In september 1962 begon de auteur aan Nooit meer slapen. De novellen werden in 1967 gebundeld in Een wonderkind of een total loss, aangevuld met twee novellen die eveneens in de eerste persoon praesens staan, zij het in het praesens historicum: de verteller vertelt achteraf, maar laat zich zo meeslepen dat hij zich in de tegenwoordige tijd uitdrukt. Deze bundel vormt samen met Nooit meer slapen het enige verhalende proza van de auteur in dit decennium en laat een fascinatie zien voor deze verteltechniek.

## Vertalingen
Van de roman zijn vertalingen verschenen in de volgende talen:
- Chinees (Nan yi rushui, 2011, vertaler Guoliang Guo)
- Duits (Nie mehr schlafen, 1982, vertaler Rosemarie Still, en 2002, vertaler Waltraud Hüsmert)
- Engels (Beyond Sleep, 2006, vertaler Ina Rilke)
- Estisch (Igavene uni, 2004, vertaler Kerti Tergem)[92]
- Frans (Ne plus jamais dormir, 2009, vertaler Daniel Cunin)
- Hebreeuws (Lo lisjon le-olam, 2011, vertaler Ran HaCohen)
- Hongaars (Soha többé alvás, 2007, vertaler Krisztina Törő)
- Italiaans (Alla fine del sonno, 2014, vertaler Claudia Di Palermo)
- Noors (Aldri sove mer, 1992, vertaler Eva Paasche)
- Sloveens (Nikoli vec spati, 2002, vertaler Mateja Seliškar)
- Spaans (No dormir nunca más, 2010, vertaler Catalina Ginard Féron)
- Tsjechisch (Už nikdy spánek, 2011, vertaler Magda de Bruin-Hüblová)
- Zweeds (Aldrig mera sova, 1968, vertaler Brita Dahlman)

De Zweedse vertaling was aanleiding voor de criticus Rolf Yrlid om zich af te vragen of de Nobelprijs voor de literatuur naar Nederland zou gaan. De Duitse vertaling van 1982 werd door criticus Joseph Quack omschreven als niet alleen vol met 'fonkelende observaties', maar 'voor alles een spannend verhaal'.

## Verfilming
Op 27 januari 2016 ging de Engelstalige verfilming van het boek in première onder de titel Beyond Sleep, in een regie van Boudewijn Koole en met Reinout Scholten van Aschat in de hoofdrol. De première op het Filmfestival van Rotterdam, waar Beyond Sleep de openingsfilm was, werd bijgewoond door koningin Máxima. De andere rollen in de film worden gespeeld door Pål Sverre Hagen, Thorbjørn Harr en Anders Baasmo Christiansen. NRC Handelsblad noemde de wereldpremière '[d]e aangenaamste verrassing van de avond' en typeerde de film als 'een autistische trip' en een 'verrassend goede Hermans-verfilming'. HP/De Tijd sprak van 'de beste IFFR-openingsfilm in jaren' en waardeerde de film met vier uit maximaal vijf sterren. Het slot is volgens het blad 'van een ontroerende eenvoud'. Screendaily, de webversie van het Engelstalige filmblad Screen International, meende dat de commerciële kansen van de film kleiner werden omdat de adaptatie 'dials down the droll humour of the book in favour of a nervy sense of building dread', maar vond ook dat 'the impassive beauty of the mountainous Norwegian backdrop' ten volle werd uitgebuit en dat het geluidsontwerp 'really crucial' was.
Twee weken later verschenen de dagbladrecensies. Eric le Duc sprak in De Telegraaf van een mislukking, omdat het boek nauwelijks te verfilmen zou zijn: 'waar het rijke meesterwerk van Hermans uitblinkt in trefzekere beschrijvingskunst, intellectuele beschouwingen en scherpe humor, serveert Koole een strooptrage en saaie zielequeeste.' De regisseur bedient zich vooral van een 'fantasieloze monologue intérieur', met als resultaat een, in weerwil van de titel, slaapverwekkende film. Precies tegenovergesteld was het oordeel van Berend Jan Bockting in de Volkskrant, die sprak van ondanks een 'stroeve start, een geslaagd, invoelbaar en op enkele momenten zelfs meeslepend portret van een verwarde en verdwaalde ziel'. De film komt op gang 'als de zoemende muggen meer en meer de geluidsband kapen' en de Noren niet langer worden ondertiteld, zodat de niet-Noorse kijker rechtstreeks met Alfreds positie wordt geconfronteerd. Daardoor wordt het toenemende wantrouwen en de door het voortdurende geluid van 'borrelend water en getik van secondewijzers' begeleide gedachtenstroom van de in zichzelf pratende hoofdpersoon alsmaar 'organischer en vanzelfsprekender'. 'Fraai zijn de wandelscènes met dat hoofd in close-up, dat van zo dichtbij gefilmd als het ware op en neer danst.' Hoofdrolspeler Scholten van Aschat 'bewijst een film te kunnen dragen.'

## Wetenswaardigheden
- Nooit meer slapen werd in 2007 als nummer 6 opgenomen in de lijst van beste Nederlandstalige boeken aller tijden;
- De in 2010 verschenen audio-versie van Nooit meer slapen wordt voorgelezen door Ruprecht Hermans, zoon van W.F Hermans.
- Sinds 2014 zendt de VPRO onder de titel Nooit meer slapen op weekdagen een cultureel radioprogramma uit.
- De eerste 20 hoofdstukken van de roman zijn beschikbaar op Google Boeken.[102]

## Verklarende noten
1. ↑  De JS-nummering verwijst naar de opgave van drukken in de bibliografie van Janssen en Van Stek. Het JS-nummer van de herdrukken volstaat als bronverwijzing voor de gegeven informatie.

## Verwijzende noten
1. ↑  August Hans den Boef, over Nooit meer slapen van W.F. Hermans, De Arbeiderspers, Amsterdam 1984, p. 81.
2. ↑  Otterspeer (2015), p. 372
3. ↑  Haasse (1971), p. 162
4. 1 2  Den Boef (1984), p. 81
5. ↑  Brems (2006), p. 338.
6. 1 2  Van der Valk (2002), p. 28
7. ↑  Otterspeer (2015), p. 264-265
8. ↑  Van der Valk (2002), p. 29
9. ↑  Otterspeer (2015), p. 265
10. 1 2  Baartse (1995), p. 55.
11. ↑  Fjellang geciteerd bij Baartse en Polak (1994), p. 10.
12. ↑  Skålvoll geciteerd bij Baartse (1995), p. 55.
13. ↑  Baartse (1995), p. 56.
14. ↑  Baartse en Polak (1994), p. 10-11.
15. 1 2  Baartse en Polak (1994), p. 11.
16. ↑  Van der Valk (2002), p. 36-37.
17. ↑  afwijkende versie in  de Volkskrant
18. ↑  Skålvoll geciteerd bij Baartse (1995), p. 56.
19. ↑  Den Boef (1984), p. 67.
20. ↑  Van der Valk (2002), p. 45-46 en p. 207, n. 64 en n. 68
21. ↑  Fontijn (1973), p. 167
22. ↑  Raat (1989), p. 204
23. ↑  Fontijn (1973), p. 170-171
24. ↑  Den Boef (1984), p. 61-62.
25. ↑  De Wispelaere (1966), p. 167
26. ↑  Fontijn (1970), p. 479.
27. ↑  Raat (1989), p. 211.
28. ↑  Raat (1989), p. 213.
29. ↑  Raat 1989, p. 221.
30. ↑  Raat 1989, p. 221-222.
31. ↑  De Wispelaere geciteerd bij Raat (1989), p. 214; ook aangehaald bij Fontijn (1970), p. 475.
32. ↑  Fontijn (1970), p. 476.
33. ↑  Fontijn (1973), p. 171.
34. ↑  Den Boef (1984), p. 59.
35. 1 2  Haasse (2000), p. 164.
36. ↑  Fontijn (1973), p. 170.
37. ↑  Raat (1989), p. 216.
38. ↑  Fontijn (1973), p. 173.
39. ↑  Raat (1989), p. 221.
40. ↑  Den Boef (1984), p. 60.
41. ↑  Den Boef (1984), p. 45.
42. ↑  An., 'Laplandiana', (1994), p.4.
43. ↑  Den Boef (1984), p. 46-47.
44. ↑  An., 'Nooit meer slapen - van dag tot dag', (1994), p. 7-8.
45. ↑  Den Boef 1984, p. 44-45.
46. ↑  Haasse (2010), p. 166.
47. ↑  Haasse (2010), p. 167-168.
48. ↑  Haasse (2010), p. 165-166.
49. ↑  Den Boef (1984), p. 28-29.
50. ↑  Raat (1989), p. 218.
51. ↑  Haasse 2000, p. 162.
52. 1 2  Geciteerd bij Fens (1966)
53. 1 2 3 4  Fens (1966)
54. ↑  Anbeek (1999), p. 227
55. 1 2 3  Brems (2006), p. 339
56. ↑  Geciteerd bij Den Boef 1984, p. 37.
57. ↑  G.F.H. Raat (1989). 'Alfred en zijn spiegelbeeld', p. 224-225.
58. ↑  Den Boef (1984), p. 52.
59. ↑  Den Boef 1984, p. 31-52.
60. ↑  Hospes (1990), 30-31
61. ↑  Hospes (1990), 32-36
62. 1 2  Berghuis (1966)
63. ↑  Den Boef (1990), p. 7
64. ↑  Geciteerd bij Otterspeer (2015), p. 32. Datering op p. 989 noot 41
65. ↑  Geciteerd bij Otterspeer (2015), p. 33
66. ↑  Geciteerd bij Huygens Instituut (2010), p. 757
67. ↑  Geciteerd bij Huygens Instituut (2010), p. 759. Briefdatum op p. 803 noot 203
68. ↑  Geciteerd bij Huygens Instituut (2010), p. 759, briefdatum op p. 803 noot 204
69. 1 2 3  Geciteerd bij Huygens Instituut (2010a), p. 759
70. ↑  Brief afgebeeld in De Vree (2002), p. 209
71. ↑  Geciteerd in Huygens Instituut (2010a), p. 759
72. ↑  Huygens Instituut (2010a), p. 760
73. ↑  Briefdatering Huygens Instituut (2010a), p. 803 noot 211
74. ↑  Geciteerd bij Huygens Instituut (2010a), p. 760
75. ↑  Geciteerd bij Huygens Instituut (2010a), p. 760. Briefdatering op p. 804 noot 212
76. ↑  Den Boef (1984), p. 12
77. ↑  Den Boef (1984), p. 14
78. ↑  Den Boef (1984), p. 13
79. ↑  Huygens ING (2010b). Geraadpleegd op 1 december 2015.
80. 1 2  Otterspeer (2015), p. 381
81. 1 2 3  Morriën (1966)
82. ↑  Geciteerd bij Otterspeer (2015), 381
83. ↑  Den Boef (1984), p. 82
84. ↑  Brems (2006), p. 337
85. ↑  Otterspeer (2015), p. 382-383
86. 1 2  Anbeek (1999), p. 220
87. ↑  An., 'Commissie ontstemd: Auteur Hermans geeft prijs van ƒ 2500 aan "Eten voor India".' De Friese koerier, 11 maart 1967. Geraadpleegd op 9 november 2013
88. ↑  Raat (1989), 209
89. ↑  Raat (1989), p. 210
90. ↑  Raat (1989), p. 208
91. ↑  Raat (1989), p. 209
92. ↑  Janssen en Van Stek (2005), online. Geraadpleegd op 12 april 2015.
93. ↑  Geciteerd bij Den Boef 1984, 81.
94. ↑  Jeroen Wielaert, Filmfestival Rotterdam opent met verfilming Nooit Meer Slapen. NOS, 27 januari 2016. Geraadpleegd op 28 januari 2016.
95. ↑  NOS, Koningin Máxima opent Filmfestival Rotterdam. 27 januari 2016. Geraadpleegd op 28 januari 2016.
96. ↑  Wielaert (2016), gegevens op ingebedde filmtrailer. Geraadpleegd op 28 januari 2016.
97. ↑  Raymond van den Boogaard, 'IFFR opent met sterke film Beyond Sleep. Met verrassend goede Hermans-verfilming, bevlogen speech, en koninklijk bezoek opende het 45ste IFFR.' NRC Handelsblad online, 28 januari 2016. Geraadpleegd op 28 januari 2016.
98. ↑  Nico van den Berg, 'The Revenant is briljante cinema, en Beyond Sleep de beste IFFR-openingsfilm in jaren.' HP/De Tijd online, 28 januari 2016. Geraadpleegd op 28 januari 2016.
99. ↑  Wendy Ide, 'Beyond Sleep: Rotterdam Review.' Screendaily, 28 januari 2016. Geraadpleegd op 28 januari 2016.
100. ↑  Eric le Duc, 'Beyond Sleep: Slaapverwekkende Hermans-verfilming.' De Telegraaf, 11 februari 2016. Geraadpleegd op 11 februari 2016.
101. ↑  Berend Jan Bockting, 'Beyond Sleep is geslaagd portret van verdwaalde ziel.' De Volkskrant, 11 februari 2016. Geraadpleegd op 11 februari 2016.
102. ↑  De eerste 20 hoofdstukken van Nooit meer slapen op Google Boeken